# ناحیه صدر
ناحیهٔ صدر (انگلیسی: Sadr Region) (که با نام‌های IC 1318 یا سحابی گاما ماکیان نیز شناخته می‌شود) یک سحابی گسیلشی پراکنده در اطراف ستارهٔ صدرالدجاجه در مرکز صلیب صورت فلکی ماکیان است. ناحیه صدر یکی از نواحی سحابی اطراف است؛ از جمله دیگر نواحی می‌توان به سحابی پروانه و سحابی هلالی اشاره کرد. این ناحیه علاوه بر سحابی گسیلشی، حاوی بسیاری از سحابی‌های تاریک است.
قدر ظاهری خود صدر تقریباً ۲٫۲ است. نواحی سحابی اطراف آن نیز نسبتاً پرنور هستند.

## نگاره‌ها

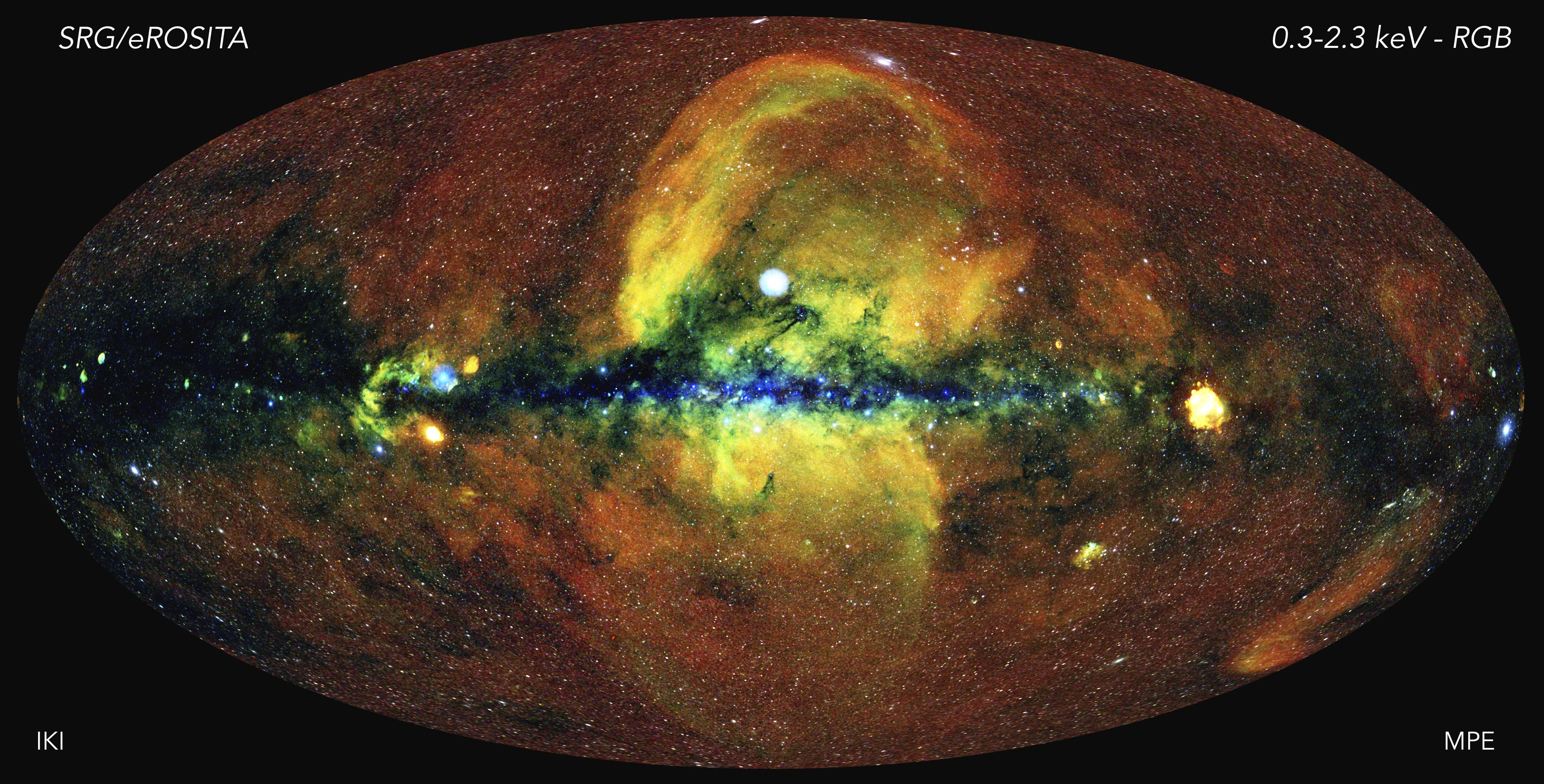
در سمت چپ تصویر، سحابی آمریکای شمالی (بخش پرنور سمت چپ) و ناحیه صدر (بخش پرنور سمت راست) در ناحیه ماکیان ایکس دیده می‌شوند، که با شکاف ماکیان به‌صورت بصری قطع شده‌اند. این تصویر در پرتوهای ایکس تهیه شده است.
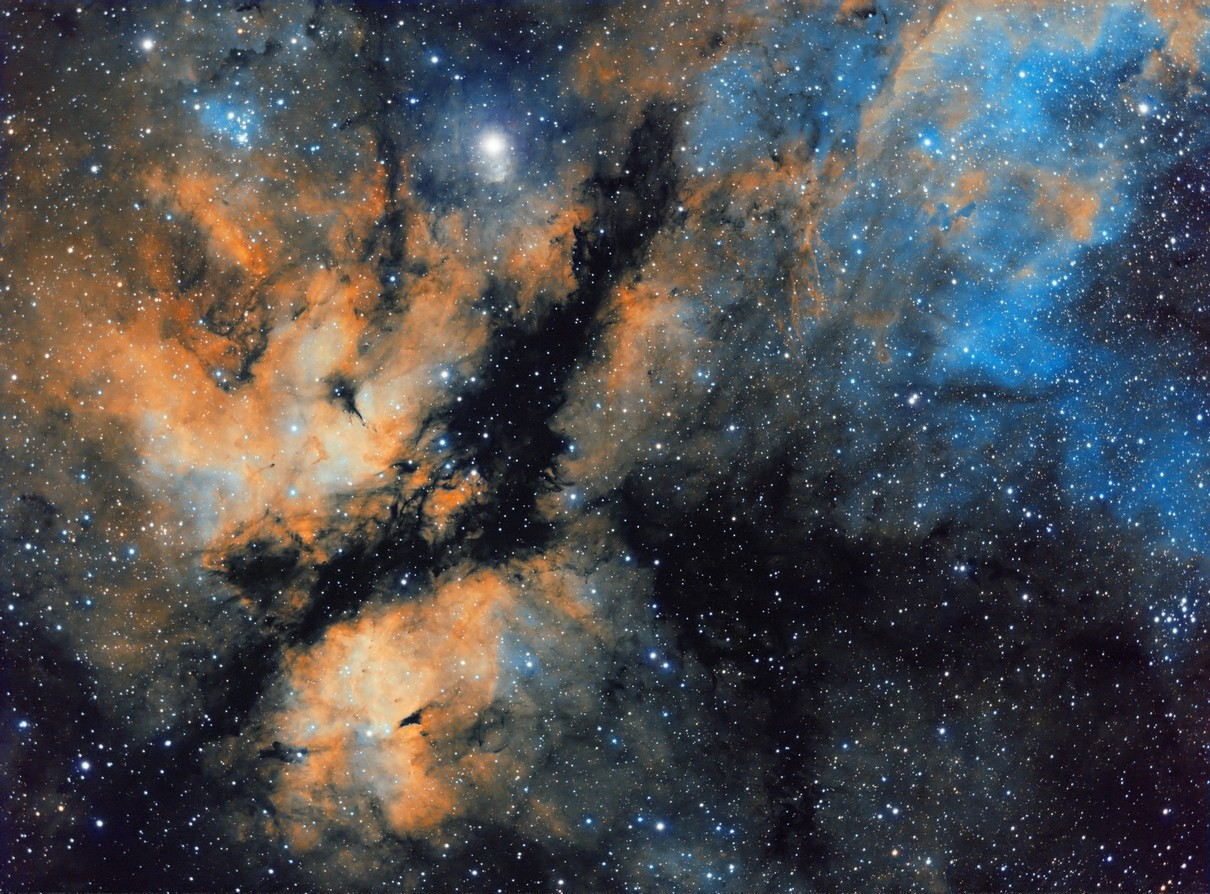
تصویر باند باریک سحابی پروانه در خطوط گوگرد، هیدروژن و اکسیژن (شمال تقریباً در سمت چپ قرار دارد)
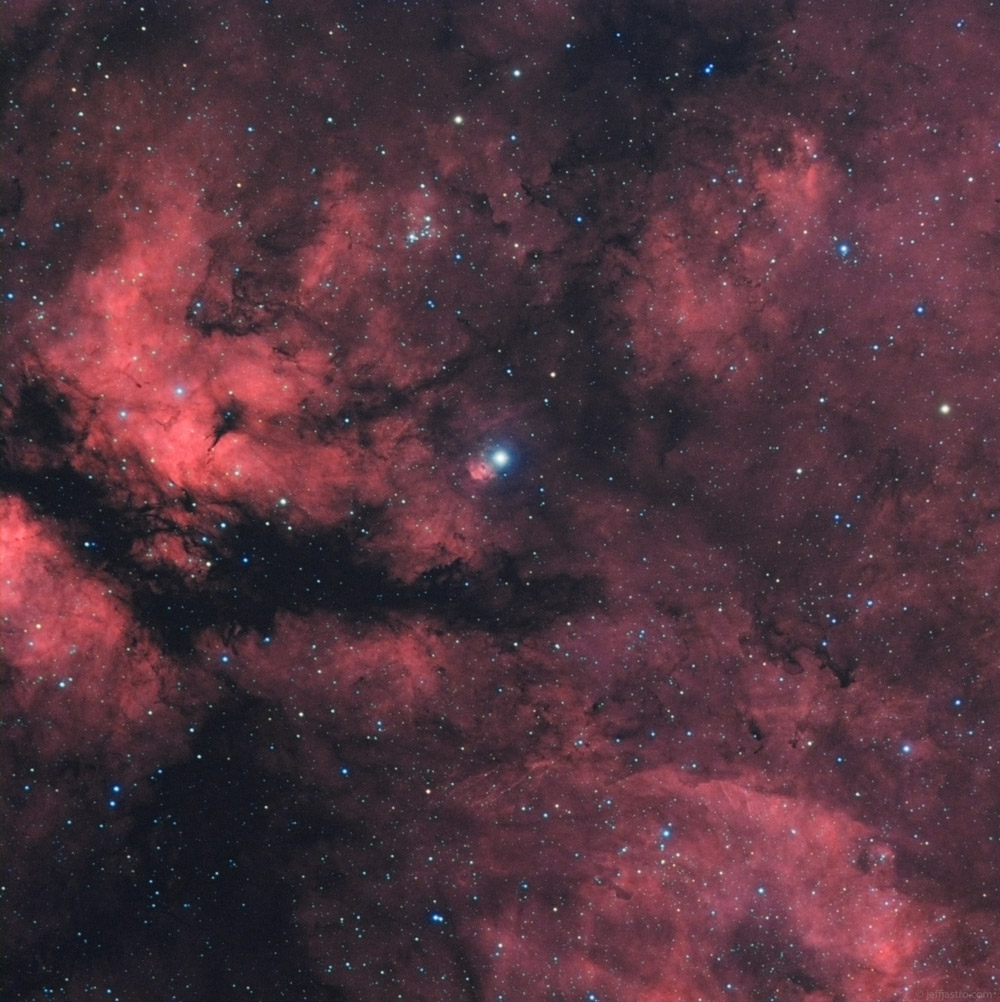
تصویر آماتوری از صدرالدجاجه (ستاره مرکزی) که توسط IC 1318 احاطه شده است.

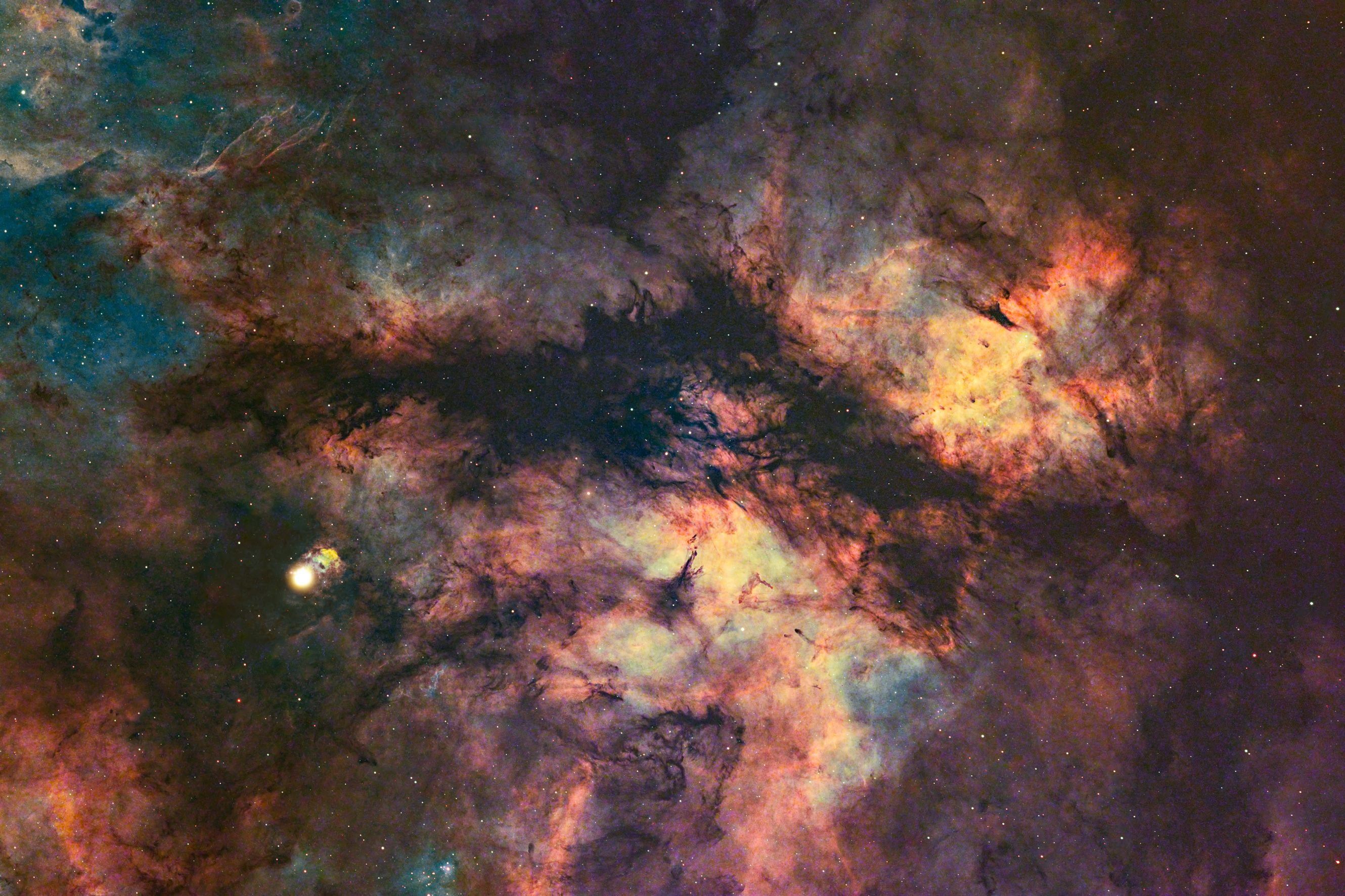
IC1318 توسط کسری کریمی